# 488 (szám)
A 488 (római számmal: CDLXXXVIII) egy természetes szám.

## A szám a matematikában
A tízes számrendszerbeli 488-as a kettes számrendszerben 111101000, a nyolcas számrendszerben 750, a tizenhatos számrendszerben 1E8 alakban írható fel.
A 488 páros szám, összetett szám, kanonikus alakban a 23 · 611 szorzattal, normálalakban a 4,88 · 102 szorzattal írható fel. Nyolc osztója van a természetes számok halmazán, ezek növekvő sorrendben: 1, 2, 4, 8, 61, 122, 244 és 488.
A 488 négyzete 238 144, köbe 116 214 272, négyzetgyöke 22,09072, köbgyöke 7,87299, reciproka 0,0020492. A 488 egység sugarú kör kerülete 3066,19443 egység, területe 748 151,44090 területegység; a 488 egység sugarú gömb térfogata 486 797 204,2 térfogategység.